# Stenodrepanum bergii
Stenodrepanum es un género monotípico de plantas con flores perteneciente a la familia de las fabáceas. Su única especie: Stenodrepanum bergii, es originaria de Argentina.

## Taxonomía
Stenodrepanum bergii fue descrita por Hermann Harms y publicado en Notizblatt des Botanischen Gartens und Museums zu Berlin-Dahlem 7: 500. 1921.